# Владимир Савчић Чоби
Владимир Савчић Чоби (Ниш, 6. јун 1948 — Београд, 20. март 2009) био је српски музичар и глумац.

## Биографија
Отац, пореклом са Сокоца, му је био војно лице. Као и све породице војних лица, и Савчићи су се селили широм Југославије, да би на крају из колонистичког места Лазарево дошли у Сарајево, где Чоби започиње своју музичку каријеру.
Каријеру је започео као бубњар, иако је претходно свирао виолину и тромбон. Године 1967. је основао сарајевску групу „Вокинс“, па затим и групу „Чоби и његове сјенке“, када и добија надимак Чоби, по тада популарној светској звезди, Чабију Чекеру.
Годину дана касније постаје члан групе Про Арте, да би више од две деценије важио за једног од најпопуларнијих југословенских певача. Са групом Про Арте осваја многе фестивалске и друге награде. Неке од познатих песама ове групе су Немој драга плакати, Лола и Плачем.
По престанку рада са групом Про Арте наставља самосталну каријеру у сарадњи са тада најпопуларнијим ауторима: Ђорђем Новковићем, Арсеном Дедићем, Кемалом Монтеном и другим.
Крајем 1980-их и почетком 1990-их година, Чобијева каријера се везује за бројна гостовања по градовима Америке и Аустралије. Због немира узрокованих распадом Југославије 1992. напушта Сарајево и одлази у Београд.
1995. године враћа се на југословенску сцену као глумац у хумористичкој серији „Сложна браћа”, у којој добија запажену улогу Фикрета Халимића-Фике.
У својој богатој каријери, са групом „Про арте” и самостално остварио је тираж од око осам милиона плоча, што га сврстава међу најпопуларније извођаче свих времена на просторима бивше Југославије.
Савчић је приређивао и бројне хуманитарне концерте за децу, инвалиде и оболела лица, а био је добитник „Естрадне награде Србије” и „Естрадне награде Југославије”. Био је дугогодишњи члан Удружења музичара џез, забавне и рок музике Србије.
Током 2002. године је сазнао да болује од рака дебелог црева. Након седмогодишње борбе са опаком болешћу, умро је 20. марта 2009. године у раним јутарњим сатима у Клиничко-болничком центру у Београду.
Сахрањен је 23. марта 2009. у Алеји заслужних грађана на Новом гробљу у Београду.

## Фестивали
Ваш шлагер сезоне, Сарајево:
- Куће су остале празне (као вокал групе Про арте), '69
- Како да ти кажем (као вокал групе Про арте), '70
- Немој драга плакати (као вокал групе Про арте), победничка песма, '72
- Јасмина (као вокал групе Про арте), треће место, '77

Опатија:
- Живот ми је празан (као вокал групе Про арте, алтернација са Зденком Вучковић), '70

Београдско пролеће:
- Како да ти срце поклоним (као вокал групе Про арте) , '70
- Нико, нико (као вокал групе Про арте) , '71
- Пусти нека сузе теку (као вокал групе Про арте) , '72
- Једна мала плава (као вокал групе Про арте), друго место, '75
- Где то има (Дечје београдско пролеће), '83

Сплит:
- Украст ћу те Маре (као вокал групе Про арте), '70
- Не могу заборавит (као вокал групе Про арте), '71
- Дал' би ти (као вокал групе Про арте), '72
- Марина (као вокал групе Про арте), '73
- Сиђи са облака (као вокал групе Про арте) , '74
- Вратија се барба из Америке (као вокал групе Про арте), '75
- Шјор Бепо капитан (као вокал групе Про арте), '76
- Шјора Манде липо пива (као вокал групе Про арте), '78
- Рибар (са групом Море), '82

Загреб:
- Као и прије (као вокал групе Про арте), '68
- Сунце ће сјати за све људе овог свијета (као вокал групе Про арте, алтернација са Ђорђем Марјановићем)
- Пружи ми руку, љубави (као вокал групе Про арте), победничка песма, '70
- Живот је хрпа меда и жита (као вокал групе Про арте), '72
- Дођи мала да ти нешто кажем(као вокал групе Про арте) , '76
- Нема ништа међу нама (као вокал групе Про арте), '77
- Јање моје црног ока(као вокал групе Про арте) , '78
- Треба нам лове (дует са Зафиром Хаџимановим), '85

Омладина, Суботица:
- Сам на свијету (као вокал групе Про арте), '70

Југословенски избор за Евросонг:
- Хеј, ти слатка Лулу (као вокал групе Про арте), Домжале '71

Скопље:
- Арлекин (као вокал групе Про арте), '71
- Твојот трубадур (као вокал групе Про арте), '72

Фестивал војничких песама:
- Ко те љуби док сам ја на стражи (као вокал групе Про арте), '73
- Кад у војску пођем, '74
- Пријатељу далеки (као вокал групе Про арте), '76

Славонија, Пожега:
- Никад доста, '73
- Весело је од мрака до мрака (као вокал групе Про арте), '74

Карневал фест, Цавтат:
- Бај, Лили, бај (као вокал групе Про арте), '77

Крапина:
- Попевка о комбајну (као вокал групе Про арте), '82

Макфест, Штип:
- Главата ме боли, '88

Посело године 202:
- У бој (са Браћом Бајић, Радом Вучковићем, и Зораном Калезићем)

Пјесма Медитерана, Будва:
- Баошићи, '96
- Анка Которанка (дует са Мимом Караџићем), победничка песма (Категорија: Медитеранска песма), '98
- Повратак, 2000
- Просуло се вино, 2001
- С нама је готово, 2003
- Ношена вјетром маестрала, 2006

## Улоге
| Год.  | Назив                  | Улога               |
| ----- | ---------------------- | ------------------- |
| 1973. | Тај луди средњи век    |                     |
| 1995. | Сложна браћа           | Фикрет Фико Халимић |
| 1998. | Стршљен                |                     |
| 2002. | Држава мртвих          | Конферансије        |
| 2003. | Сироти мали хрчки 2010 | стари начелник      |